# Mykolajiv (Stryjský rajón)
Mykolajiv (ukrajinsky Миколаїв, polsky Mikołajów) je město ve Stryjském rajónu Lvovské oblasti na Ukrajině. Nachází se nedaleko od řeky Dněstr, 3 km od železniční stanice Mykolajiv-Dnistrovskij na trati Lvov – Stryj – Čop. Při sčítání v roce 2001 zde žilo 14 801 obyvatel, v roce 2011 to bylo 14 824 obyvatel. V současnosti má přibližně 15 tisíc obyvatel. Do roku 2020 byl administrativním centrem Mykolajivského rajónu, poté byl začleněn pod zvětšený Stryjský rajón. Ve městě funguje cementárna.

## Historie
Mykolajiv byl založen v roce 1570, když polský král Zikmund II. August dal šlechtici Mikołaji Tarłovi svolení založit město nedaleko Drohobyče. Na jeho počest bylo pojmenováno Mykolajiv. Městská práva obdržel Mykolajiv v roce 1940.

## Rodáci
- Walery Łoziński (1837–1861) – polský romantický spisovatel a publicista